# Bernd Fröhlich
Bernd Fröhlich (* 1965) ist ein deutscher Informatiker und Professor für Virtuelle Realität und Visualisierung an der Bauhaus-Universität Weimar. Seine Arbeitsschwerpunkte liegen im Bereich der 3D-Benutzerschnittstellen und kollaborativen virtuellen Umgebungen.

## Beruflicher Werdegang
Bernd Fröhlich studierte von 1982 bis 1988 Informatik an der Technischen Universität Braunschweig. Während dieser Zeit war er als wissenschaftlicher Mitarbeiter an der Universität Karlsruhe, der Technischen Universität Braunschweig und an der Stanford University tätig.
Er promovierte 1992 an der TU Braunschweig bei Wolfgang Boehm im Bereich des Computer Aided Geometric Design (CAGD). Seine wissenschaftliche Laufbahn führte ihn anschließend an verschiedene renommierte Forschungsinstitutionen weltweit. 
In den Jahren 1992 und 1993 war er als Gastforscher in der Arbeitsgruppe für Computergraphik an der Universidad Central de Venezuela tätig. Danach arbeitete er von 1993 bis 1995 als Postdoktorand in der viswiz-Gruppe am GMD-Forschungszentrum Informationstechnik in Sankt Augustin. Im Jahr 1994 forschte er als Gastwissenschaftler in der Computergraphik-Gruppe an der University of Waterloo. Von 1995 bis 1997 war Fröhlich als wissenschaftlicher Mitarbeiter in der Computergraphik-Gruppe von Prof. Pat Hanrahan an der Stanford University beschäftigt. Anschließend kehrte er an das GMD in Sankt Augustin zurück und war dort von 1998 bis 2001 als Senior Researcher in der "Visualization and Media Systems Design"-Gruppe (VMSD) tätig. Seit 2001 ist Bernd Fröhlich Professor für Virtuelle Realität und Visualisierung an der Bauhaus-Universität Weimar.

## Forschungsschwerpunkte
Fröhlichs Forschungsschwerpunkte liegen in den Bereichen Echtzeit-Rendering, Visualisierung sowie 2D- und 3D-Schnittstellen. Er beschäftigt sich insbesondere mit sozialen virtuellen Realitäten und der Unterstützung von Zusammenarbeit in ko-lokalisierten und verteilten virtuellen Umgebungen.
Seine spezifischen Forschungsinteressen umfassen:
- Soziale virtuelle Realität und Benutzerschnittstellen in 2D und 3D
- Visualisierungs- und Rendering-Algorithmen für große Bild-, Volumen- und CAD-Datensätze
- Visuelle Textanalyse

## Auszeichnungen und Ehrungen
Bernd Fröhlich wurde für seine wissenschaftlichen Leistungen mehrfach ausgezeichnet, darunter:
- 2008: Virtual Reality Technical Achievement Award[3][4]
- 2022: Aufnahme als Gründungsmitglied in die IEEE Virtual Reality Academy[5]

Er war Mitbegründer des „IEEE Symposium on 3D User Interfaces“ und hat in diesem Bereich wesentliche Beiträge zur Forschung geleistet.

## Veröffentlichungen
- Bernd Fröhlich: Ray Tracing mit Strahlenbündeln. Hrsg.: Braunschweig University of Technology. Braunschweig 1993 (dblp.org).
- Bernd Fröhlich, John Plate: The cubic mouse: a new device for three-dimensional input. In: Proceedings of the SIGCHI conference on Human Factors in Computing Systems (= CHI '00). Association for Computing Machinery, New York, NY, USA 2000, ISBN 978-1-58113-216-8, S. 526–531, doi:10.1145/332040.332491 (acm.org [abgerufen am 27. September 2024]).